# Hajmás
Hajmás é um município da Hungria, situado no condado de Somogy. Tem 11,11 km² de área e sua população em 2019 foi estimada em 220 habitantes.